# Ana Girardot
Ana Girardot (Clamart, 1º agosto 1988) è un'attrice francese, nota soprattutto per il ruolo di Lucy Clarsen nella serie televisiva Les Revenants.

## Biografia
Figlia degli attori Hippolyte Girardot e Isabel Otero, è nipote da parte di madre dei pittori Antonio Otero e Clotilde Vautier. Decisa a fare l'attrice nonostante l'opinione contraria del padre, ha studiato recitazione per due anni a New York. Ha esordito nel 2010 con un ruolo da protagonista nel film thriller Simon Werner a disparu..., per poi entrare due anni più tardi nel cast principale della serie televisiva di medesimo genere Les Revenants, di successo internazionale. Nel 2014 recita in inglese nel film Escobar, al fianco di Benicio del Toro, e in Francia in Le Beau Monde e La prochaine fois je viserai le cœur, per i quali riceve una candidatura al premio Lumière per la migliore promessa femminile. Nel 2025 veste i panni di Mercédès Herrera nella miniserie Il conte di Montecristo.

## Filmografia parziale

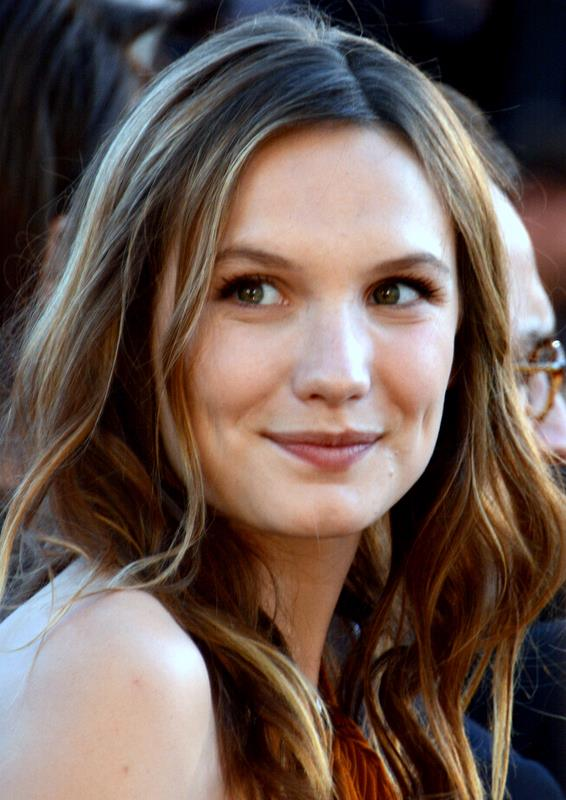
Ana Girardot al Festival di Cannes 2013

### Cinema
- Le strategie del cuore (Après l'amour), regia di Diane Kurys (1992)

- Simon Werner a disparu..., regia di Fabrice Gobert (2010)
- Cloclo, regia di Florent Emilio Siri (2012)
- Le Beau Monde, regia di Julie Lopes-Curval (2014)
- La prochaine fois je viserai le cœur, regia di Cédric Anger (2014)
- Escobar (Escobar: Paradise Lost), regia di Andrea Di Stefano (2014)
- Fujita, regia di Kōhei Oguri (2015)
- Saint Amour, regia di Gustave Kervern e Benoît Delépine (2016)
- Ritorno in Borgogna (Ce qui nous lie), regia di Cédric Klapisch (2017)
- Dr. Knock (Knock), regia di Lorraine Lévy (2017)
- Deux moi, regia di Cédric Klapisch (2019)
- Il quinto set (Cinquième Set), regia di Quentin Reynaud (2020)
- La maison, regia di Anissa Bonnefont (2022)
- Vite vendute (Le salaire de la peur), regia di Julien Leclercq (2024)

### Televisione
- Diane, uno sbirro in famiglia (Diane, femme flic) – serie TV, episodio 7x01 (2010)
- Les Revenants – serie TV, 16 episodi (2012-2015)
- Il conte di Montecristo (The Count of Monte Cristo), regia di Bille August – miniserie TV (2025)

## Riconoscimenti
- Premio Lumière
  - 2015 – Candidatura alla migliore promessa femminile per Le Beau Monde e La prochaine fois je viserai le cœur

## Doppiatrici italiane
Nelle versioni in italiano delle opere in cui ha recitato, Ana Girardot è stata doppiata da:
- Valentina Favazza ne Il quinto set, Il conte di Montecristo
- Chiara Gioncardi in Les Revenants
- Valentina Mari in Dr. Knock